# Паратаксално изкривяване
Паратаксално изкривяване (на английски: Parataxic distortion) е психиатричен термин, който е използван за първи път от Хари Стек Съливан, за да обясни предразположението към изкривени възприятия на другите, основани на фантазия. „Изкривяването“ във възприятието на другите е основано не на истинско преживяване с тях, а идва от фантазия проектирана от личността. Например: когато някой се влюби той може да си създаде образ за човека като „перфектен“ или че е са „родени един за друг“, само за да открие по-късно, че човека не съвпада с първоначалната представа. Фантазната личност е създадена частично от преживяване и частично от емоционален стрес. „Да се влюбиш“ може да създаде атмосфера, където паратаксалното изкривяване е същностно включено във възприемането на обекта на чувствата. Възможно е в тези ситуации химическото влияние да играе роля в процеса на „влюбване“.
Паратаксалното (думата е от гръцки, 'да вършиш успоредно') изкривяване също се появява, когато оценката на терапевта за клиента е повлияна от минали преживявания, клинични или в живота. Например, дадена черта на клиент от женски пол може да напомни на терапевта за нейната или неговата майка и по този начин да изкриви възприятието му за клиента. Паратаксалното изкривяване е много трудно да се избегне напълно, поради природата на човешкото учене и взаимодействие. Медиите също могат да бъдат източник на паратаксално изкривяване, например стереотипизирайки, че пристрастяването към наркотици има определени черти и личностни компоненти могат да окажат влияние на ясната оценка на клиента, който злоупотребява. Този вид стереотипизиране и класификация на хората в групи има изкривяващ ефект на ясната представа на индивида.